# Peter Taugwalder
Peter Taugwalder, dit Peter Taugwalder père, est un guide de haute montagne et alpiniste suisse, né le 4 avril 1820 à Zermatt où il est mort le 11 juillet 1888. En compagnie de son fils, qui porte le même nom, Taugwalder est l'un des sept hommes à effectuer la première ascension du Cervin en juillet 1865. Il est également l'un des trois seuls membres de l'expédition à avoir survécu à la descente, avec son fils et l'Anglais Edward Whymper.

## Biographie

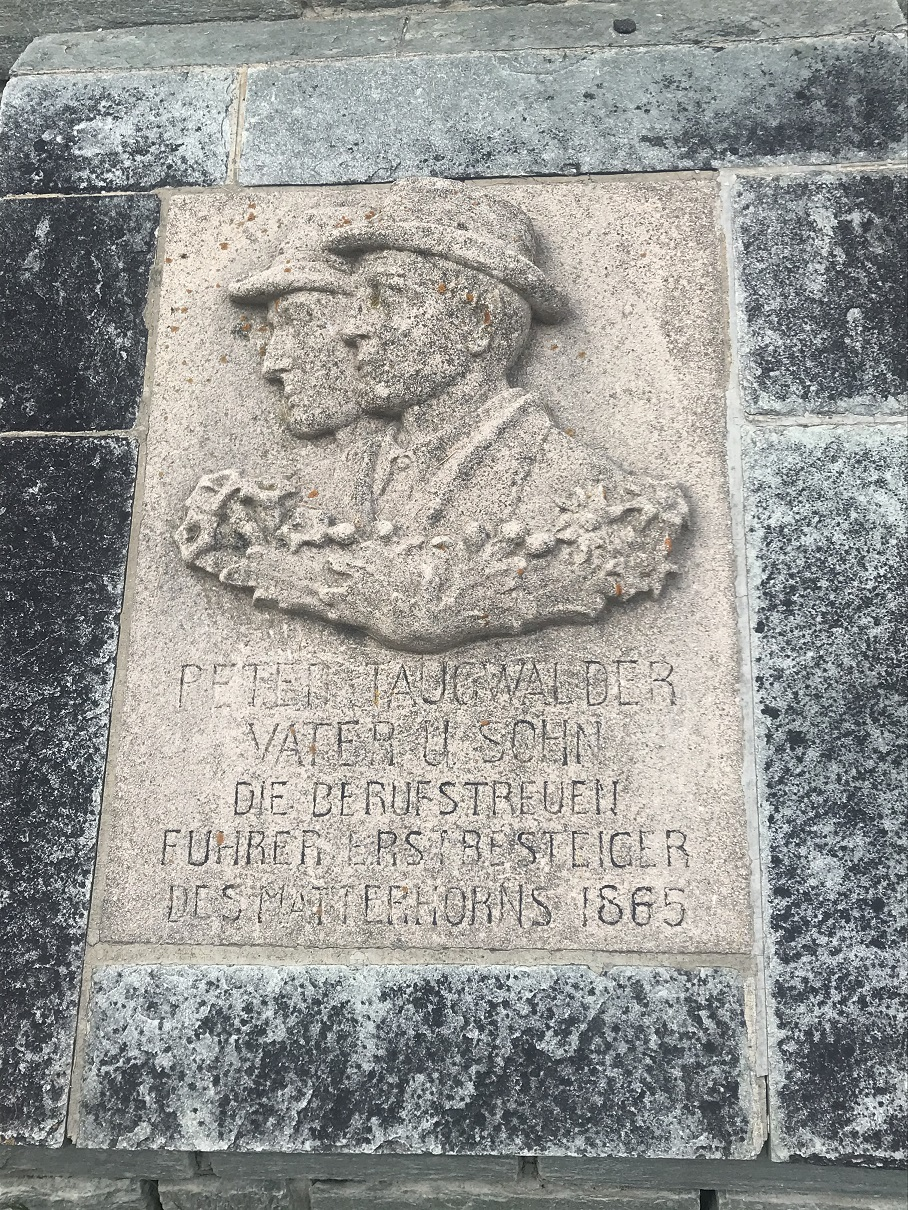
La tombe de Peter Taugwalder à Zermatt.

Originaire de Zermatt, dans le canton du Valais, Taugwalder réalise la première ascension du Pollux le 1er août 1864 et du Hohberghorn en 1869. Parmi ses ascensions notables, il effectue la deuxième ascension de la pointe Dunant (1851) et de l'Ober Gabelhorn (1865).
À la suite de la tragique première ascension du Cervin, au cours de laquelle quatre hommes trouvent la mort, la conduite de Taugwalder fait l'objet d'une enquête, au cours de laquelle sa responsabilité est écartée. Néanmoins, Taugwalder devient l'objet de récriminations et d'accusations de la part d'autres alpinistes et guides de Zermatt. Il abandonne son travail de guide quelques années après l'accident et émigre en Amérique du Nord. Il meurt à proximité du lac Noir peu après son retour à Zermatt.
Taugwalder avait deux fils, Peter et Joseph Taugwalder.